# Municipio de Guelatao de Juárez
El municipio de Guelatao de Juárez es uno de los 570 municipios pertenecientes al estado mexicano de Oaxaca. Se localiza en el distrito de Ixtlán que es parte de la región Sierra de Juárez. Tiene colindancia con el municipio de  Ixtlán de Juárez al norte y al sur con San Juan Chicomezúchil. Se encuentra a aproximadamente 60 km de la capital de estado.
El nombre Guelatao proviene de la lengua zapoteca y significa “laguna del encanto”. También se le conoce como ”Yelatoo” por los habitantes de la sierra, que significa “laguna grande” El municipio es conocido por su gran laguna, donde el pequeño Benito Juárez pastoreaba sus ovejas.  El Río Grande sirve como división natural entre los terrenos de Ixtlán y Guelatao.
Hasta últimas instancias del siglo XVIII, todavía se le conocía al municipio con el antiguo nombre de San Pablo de Guelatao.
El municipio es parte de la Sierra Norte en el Distrito de Ixtlán de Juárez Su clima varía entre templado y frío, en la temporada de lluvia en el verano y heladas en el invierno. Árboles de la zona incluyen hoja grande, palo de águila, palo blando, aguacatillo, pinabete, ayacahuite y pino negro trementinudo. La Fauna incluye varias especies de aves y mamíferos como cacomixtle, coyote, puerco espín, zorrillo, armadillo, tlacuache y ocelote.
Aproximadamente 163 de sus habitantes hablan una lengua indígena. Tiene un grado de marginación muy bajo con un índice de 58.27.

## Demografía
La población de Guelatao de Juárez en 2020 era de 657 habitantes. De estos, 332 eran del sexo femenino y 325 del masculino. La mayoría, 478, profesaba la religión católica. 163 hablaban alguna lengua indígena.
| Población histórica                   | Población histórica |
| Censo                                 | Pob.                |
| ------------------------------------- | ------------------- |
| 1950                                  | 404                 |
| 1960                                  | 493                 |
| 1970                                  | 566                 |
| 1980                                  | 430                 |
| 1990                                  | 590                 |
| 2000                                  | 735                 |
| 2010                                  | 544                 |
| 2020                                  | 657                 |
| Censo de Población y Vivienda (INEGI) |                     |

### Localidades
Guelatao de Juárez tiene cuatro localidades. Su localidad más poblada es la cabecera municipal, que comparte nombre con el municipio.
| Localidad          | Población |
| ------------------ | --------- |
| Guelatao de Juárez | 616       |
| Río Grande         | 27        |
| Llano de la Cheta  | 12        |
| La Loma            | 2         |

## Gobierno
Guelatao de Juárez es un municipio sujeto al régimen de Sistemas Normativos Indígenas (SNI) del instituto electoral oaxaqueño. Este sistema es conocido coloquialmente como usos y costumbres. Las autoridades municipales de Guelatao son elegidas cada año y medio mediante una asamblea.Los cargos de mayor importancia en el municipio son: alcalde municipal, presidente municipal y síndico municipal.
| Presidente municipal              | Periodo     |
| --------------------------------- | ----------- |
| Alejandro Ruiz García             | 1993 - 1995 |
| Antonio del Águila García Ramírez | 1996 - 1998 |
| Aldo González Rojas               | 1999 - 2001 |
| Eli Edgar García Martínez         | 1999 - 2001 |
| Isaías García Soto                | 2002 - 2004 |
| Carlos Roberto Martínez Martínez  | 2005 - 2007 |
| Gloria Rojas Solano               | 2008 - 2010 |
| Antonio del Águila García Ramírez | 2011 - 2013 |
| Jesús Hernández Cruz              | 2013 - 2015 |
| Jesús Hernández Cruz              | 2015 - 2016 |
| Benito Ramírez Marcial            | 2017 - 2018 |
| Federico Hernández Ramírez        | 2020 - 2021 |
| Consuelo Santiago García          | 2021 - 2022 |
| Aldo González Rojas               | 2023 - 2024 |
| Isaías García Soto                | 2024 - 2025 |